# Johann Ehrenfried Zchackwitz
Johann Ehrenfried Zchackwitz, professeur de jurisprudence et de philosophie allemand, né près de Naumbourg, le 15 juillet 1669 et mort à Halle le 28 octobre 1744.

## Biographie
Il enseigne le droit public à Cobourg et à Hildburghausen ; Ayant, dans son Examen juris publici, parlé trop librement de regimine Carolorum Cœsarum, le fiscal de l'empire le fait citer devant lui ; et par ordre de la cour souveraine de l'empire, son Examen juris publici est jeté dans le feu par le bourreau, sur la place publique de Cobourg. Zschackwitz se réfugie à Halle, où il enseigne le droit et la philosophie jusqu'à sa mort.

## Publications
- Introduction aux prétentions que forment les souverains (en allemand), Francfort et Leipzig, 1734 et 1735, 3 vol. in-8 ;
- La science héraldique avec des observations sur l'ancienne constitution militaire (en all.), Leipzig, 1735, avec gravures ;
- Base sur laquelle s'appuient l'empire et la nation allemande, Francfort et Leipzig, 1736 et 1737. in-4 ;
- Traité sur l'économie politique et l'administration des finances (en all.). Halle, 1739, in-8 ;
- Origine des maisons électorales et princières (en all.), Zerbst, 1740 ;
- Sur le traité dé la paix de Westphalie, d'après les faits de l'histoire (en all.), Halle et Leipzig, in-8 ;
- Droit féodal de l'empire germanique (en all.), Halle, 1741, in-8.

## Source
« Johann Ehrenfried Zchackwitz », dans Louis-Gabriel Michaud, Biographie universelle ancienne et moderne : histoire par ordre alphabétique de la vie publique et privée de tous les hommes avec la collaboration de plus de 300 savants et littérateurs français ou étrangers, 2e édition, 1843-1865 [détail de l’édition]